# Chameleon (песня)
«Chameleon» (с англ. — «Хамелеон») — песня мальтийской певицы Микелы Паче, представленная на конкурсе «Евровидение-2019» в Тель-Авиве. Песня была выпущена 10 марта 2019 года вместе с клипом, а её официальный релиз состоялся 4 апреля 2019 года.

## Евровидение
Микела Паче выиграла мальтийскую версию Х-Фактора 26 января 2019 года и поэтому получила право представлять Мальту на конкурсе песни «Евровидение-2019» в Тель-Авиве. 10 марта её песня «Chameleon» была написана и сочинена Йоакимом Перссоном, Паулой Вингер, Бориславом Милановым и Йоханом Алканасом, а сама премьера состоялась на официальном канале YouTube конкурса песни Евровидение вместе с его клипом. Коммерческий релиз песни состоялся 4 апреля. Клип песни был подготовлен и создан командой из Мальтийского национального вещателя PBS, во главе с популярным внештатным видеооператором Чарльзом Ахаром.
28 января 2019 года была проведена специальная жеребьевка, которая поместила каждую страну в один из двух полуфиналов, а также в какой половине шоу они будут выступать. Мальта была включена во второй полуфинал во второй половине шоу, который состоялся 16 мая 2019 года. Мальта выступила под номером 11 между Хорватией и Литвой. Песня прошла в финал, где выступила под первым номером.

## Критика
К 29 марта «Chameleon» добился более 4 миллионов просмотров на официальном YouTube-канале конкурса. Он достиг пика в 10 лучших чартах Мальты. Песня получила положительные отзывы от журналистов «Евровидения». Уильям Ли Адамс из Wiwibloggs сделал видео-реакцию, в котором говорилось, что песня «смелая» и «полная качества», в то время как Натали Феликс описала ее «сильной» и «красочной» с «инфекционным качеством». Владелец ESCtips написал про «Chameleon», что он является «самым оригинальным» среди оптимистичных поп-песен конкурса 2019 года.

## Композиция
| №  | Название    | Длительность |
| -- | ----------- | ------------ |
| 1. | «Chameleon» | 2:59         |

## Чарты
| Чарт (2019)                                 | Высшая позиция |
| ------------------------------------------- | -------------- |
| Estonia (Eesti Tipp-40)                     | 29             |
| Бельгия/Фландрия (Ultratip Bubbling Under)  | 159            |
| Greece International Digital Singles (IFPI) | 65             |
| Нидерланды (Single Top 100)                 | 73             |
| Iceland (Tonlist)                           | 38             |
| Шотландия (OCC Scotland)                    | 86             |
| Sweden (Sverigetopplistan)                  | 69             |